# Forget-Me-Not
Forget-Me-Not (с англ. — «Незабудка») — семнадцатая серия десятого сезона мультсериала «Гриффины». Премьерный показ состоялся 18 марта 2012 года на канале FOX.

## Сюжет
Лоис устраивает «семейный вечер», чтобы провести совместный досуг с семьёй, однако Питер другого мнения: он хочет съездить с Брайаном и парнями в местный лазертаг, чтобы там поразвлечься. Сбежав из дома через окно, Питер с Брайаном отправляются в клуб. После небольшого инструктажа все четверо оказываются на игровой площадке, однако они даже не успевают сориентироваться, так как их тут же побеждает Питер, который, по словам друзей, отлично играет в лазертаг. Питеру предлагают выбрать приз, в качестве него он берёт бутафорскую статью в газете с фотографией Питера и надписью «Питер Гриффин истребил соперников и уничтожил мир!»
Вернувшись домой, на Брайана и Питера нападает Лоис, которая говорит о полной безответственности Гриффина. Брайан пытается защитить Питера, говоря о том, что это нормально, когда двое друзей выбираются поразвлечься куда-нибудь. Лоис говорит Брайану, что Питер — не его друг, а всего лишь владелец Брайана, если бы они не жили в одном доме, они бы ни за что не ходили по клубам вместе. К мнению Лоис примыкает и Стьюи, который говорит, что Брайан — просто владение Питера. Однако сам Брайан не согласен с этим, вместе с Питером он уезжает из дома. По пути на автомобиле четверо друзей замечают странный свет на дороге, принимая его за другой автомобиль. Происходит вспышка.
Питер приходит в себя в больнице. Он выходит из палаты и замечает, что вокруг нет абсолютно никого. Вдруг из других палат по очереди выходят Гленн, Джо и Брайан. Никто из них не помнит ни своих имён, ни то, почему они здесь оказались, ни то, где они живут. С ужасом поняв, что они — единственные, кто есть в городе, все четверо решают выяснить свои имена и найти дома, так и не понимая, что же такое произошло, от чего только они остались в живых. Нюх Брайана помогает определить машину, в которой все четверо были до попадания в больницу. Выясняется, кто такой Питер Гриффин, из документов, лежащих в бардачке автомобиля. По данным в водительских правах, Питер находит свой дом и уходит туда. Затем Брайан находит дом Гленна, там они уже вместе обнаруживают портреты Гленна, предполагая, что Брайан — собака Куагмира. Выясняется, что и Джо уже нашел свой дом.
Итак, все вместе идут в гости к Питеру. Пока Гриффин отлучается, оставшиеся с ужасом обнаруживают вырезку из газеты на стене: «Питер Гриффин истребил соперников и уничтожил мир!» Они предполагают, что именно Питер уничтожил всех людей и зачем-то оставил Брайана, Джо и Куагмира в живых. Джо и Куагмир решают убить Питера, поехав в оружейный магазин и подослав в дом к Гриффину Брайана. Брайан заходит к Питеру домой и обнаруживает, что Питер, на самом деле, очень хороший человек. Заметив за окном парней, подъезжающих для того, чтобы убить Питера, Брайан кидается к ним, пытаясь объяснить им, что Питер ни в чём не виновен, но Гленн и Джо его не слушают. Тогда Брайан решает быстро предупредить Питера о том, что с ним хотят сделать. Питер не понимает, почему Брайан помогает ему, ведь он — собака Гленна. Брайан говорит, что он чувствует нечто особенное к Питеру, Питер говорит, что прекрасно понимает Брайана и чувствует к нему тоже нечто близкое и дружеское. Попытка сбежать через задний двор заканчивается неудачей — Джо и Гленн уже ждали Питера там, поняв, что Брайан обо всем рассказал Питеру.
Брайан ещё раз пытается сказать, что Питер ни в чём не виновен, но Гленн отталкивает Брайана и стреляет в Питера. Брайан кидается на помощь Питеру, пуля попадает в него. Брайан падает замертво на пол. Питер берет в руки тело Брайана и рыдает.
Вдруг показывается Брайан, который очнулся у себя дома с каким-то устройством на голове. Рядом он видит ещё не пришедших в себя Питера, Джо и Гленна. Появляется Стьюи, который говорит, что он хотел проверить, действительно ли дружба Питера и Брайана — не случайность. Стьюи был неправ, когда сказал, что Питер всего лишь владеет Брайаном. Сам Брайан рад тому, что его дружба с Питером дана была свыше. Он спрашивает у Стьюи, будут ли Питер, Джо и Гленн что-нибудь помнить, а затем замечает на другой стороне комнаты Лоис, Мег Гриффин и Бонни, которые, пробыв всего лишь несколько минут в больнице после прихода в сознание в тех же условиях, дерутся и рвут друг другу волосы. Стьюи говорит, что они даже не попытались узнать имена друг друга.

## Показ
Эпизод был показан на канале FOX 18 марта 2012 года и получил рейтинг Нильсена 2,8, собрав аудиторию в 5,61 млн зрителей среди возрастной группы 18—49 лет. Серия стала самой просматриваемой в ту ночь «Animation Domination» на FOX, победив по количеству просмотров новые серии «Симпсонов», «Шоу Кливленда» и «Американского Папаши!».

## Критика
Кевин Макфарланд из The A.V. Club присудил эпизоду оценку C+, пояснив: «Мне понравился основной сюжет серии и тот материал, который был обыгран около этого сюжета, однако, когда в „Гриффинах“ даётся исключительно единственная сюжетная линия и более ничего, это делает выбор наподобие „пан или пропал“».